# Бадара
Бадара (вірм. Բադարա, азерб. Badara), також Патара та Птрецік — село у Аскеранському районі Нагірно-Карабаської Республіки. Село розташоване на річці Патара (притока Каркара) на захід від села Ханцк, Астхашен, Даграв та ділянки Степанакерт — Дрмбон траси «Південь — Північ».

## Пам'ятки
На північ від села на висоті 1706 м над рівнем моря розташована фортеця Качаґакаберд. На захід від села розташовані монастирі Оцкаванк (XII-XIII ст.), Охті Єхці (XII-XIII ст.) та Цара Анапат (1326 р.). Також поблизу села є кладовище IX-XIII століть, хачкар (X-XIII ст.), млин 19-го століття та інше.

## Видатні уродженці
- Арутюнян Джалал Анатолійович — міністр оборони НКР.